# Niedersächsisches Hundegesetz
Das Niedersächsische Gesetz über das Halten von Hunden (NHundG) ist ein deutsches Hundegesetz, das die Gefahren, die mit dem Halten und dem Führen von Hunden verbunden sind, abwehren und ihnen vorsorgend entgegenwirken soll. Das NHundG wurde vom Niedersächsischen Landtag am 26. Mai 2011 beschlossen und ist seitdem dreimal geändert worden. Es ersetzte das Niedersächsische Gesetz über das Halten von Hunden vom 12. Dezember 2002 (Nds. GVBl. 2003, S. 2), zuletzt geändert durch Gesetz vom 30. Oktober 2003 (Nds. GVBl. S. 367).

## Inhalt

### Regelungen für alle Hundehalter
§ 3 NHundG sieht vor, dass alle Hundehalter eine erfolgreiche theoretische und praktische Sachkundeprüfung nachweisen müssen, den sog. „Hundeführerschein“.  Eine Ausnahme ist vor allem dann vorgesehen, wenn die Person innerhalb von zehn Jahren vor der Aufnahme der Hundehaltung mindestens über einen Zeitraum von zwei Jahren ununterbrochen einen Hund gehalten oder betreut hat (§ 3 Abs. 6 Satz 1 Nr. 1 NHundG).
§ 4 NHundG bestimmt, dass ein Hund, der älter als sechs Monate ist, durch einen Transponder und eine Kennnummer zu kennzeichnen ist. In § 5 NHundG ist für diese Hunde der Abschluss einer Haftpflichtversicherung vorgesehen. Nach § 6 NHundG hat der Halter für diese Hunde zudem eine Mitteilungspflicht über einige Daten an ein zentrales Register.

### Regelungen für gefährliche Hunde
Die §§ 7–14 NHundG treffen besondere Bestimmungen für sog. gefährliche Hunde.
Dabei ist die Gefährlichkeit eines Hundes durch einen Verwaltungsakt der zuständigen Fachbehörde im Einzelfall festzustellen. Ein entsprechendes Verfahren wird eingeleitet, wenn ein Hinweis darauf besteht, dass das Tier eine gesteigerte Aggressivität aufweist, etwa Menschen oder Tiere gebissen hat (§ 7 NHundG).
Das Halten eines gefährlichen Hundes bedarf nach § 8 NHundG einer Erlaubnis der zuständigen Behörde, die gem. § 9 NHundG unverzüglich nach Feststellung der Gefährlichkeit zu beantragen ist; innerhalb von drei Monaten sind die maßgeblichen Unterlagen vorzulegen (§ 10 Abs. 3 NHundG).
Die Erlaubnis ist nach § 10 Abs. 1 NHundG an zahlreiche Voraussetzungen geknüpft. Erforderlich ist insbesondere, dass durch einen Wesenstest der Nachweis, dass der Hund zu sozialverträglichem Verhalten fähig ist, geführt wird (§ 13 NHundG). Zudem muss der Halter zuverlässig sein, d. h. vor allem keine Straftaten, die zu einer Verurteilung zu einer Geldstrafe von mehr als sechzig Tagessätzen oder einer Freiheitsstrafe geführt haben, begangen haben (§ 11 NHundG). Zudem muss er persönlich geeignet, insbesondere geschäftsfähig und nicht rauschmittelabhängig sein (§ 12 NHundG).